# Liste des sénateurs belges
Cet article présente une liste de liens vers chaque liste des sénateurs belges par législature depuis 1900. Trente-deux législatures de durées allant de un à sept ans ont traversé le XXe siècle. Les législatures du début du XXIe siècle durent de trois à cinq ans.

## Liste de liens
- Liste des sénateurs belges (législature 1900-1902)
- Liste des sénateurs belges (législature 1902-1904)
- Liste des sénateurs belges (législature 1904-1908)
- Liste des sénateurs belges (législature 1908-1910)
- Liste des sénateurs belges (législature 1910-1912)
- Liste des sénateurs belges (législature 1912-1914)
- Liste des sénateurs belges (législature 1914-1919)
- Liste des sénateurs belges (législature 1919-1921)
- Liste des sénateurs belges (législature 1921-1925)
- Liste des sénateurs belges (législature 1925-1929)
- Liste des sénateurs belges (législature 1929-1932)
- Liste des sénateurs belges (législature 1932-1936)
- Liste des sénateurs belges (législature 1936-1939)
- Liste des sénateurs belges (législature 1939-1946)
- Liste des sénateurs belges (législature 1946-1949)
- Liste des sénateurs belges (législature 1949-1950)
- Liste des sénateurs belges (législature 1950-1954)
- Liste des sénateurs belges (législature 1954-1958)
- Liste des sénateurs belges (législature 1958-1961)
- Liste des sénateurs belges (législature 1961-1965)
- Liste des sénateurs belges (législature 1965-1968)
- Liste des sénateurs belges (législature 1968-1971)
- Liste des sénateurs belges (législature 1971-1974)
- Liste des sénateurs belges (législature 1974-1977)
- Liste des sénateurs belges (législature 1977-1978)
- Liste des sénateurs belges (législature 1978-1981)
- Liste des sénateurs belges (législature 1981-1985)
- Liste des sénateurs belges (législature 1985-1987)
- Liste des sénateurs belges (législature 1987-1991)
- Liste des sénateurs belges (législature 1991-1995)
- Liste des sénateurs belges (législature 1995-1999)
- Liste des sénateurs belges (législature 1999-2003)
- Liste des sénateurs belges (législature 2003-2007)
- Liste des sénateurs belges (législature 2007-2010)
- Liste des sénateurs belges (législature 2010-2014)
- Liste des sénateurs belges (législature 2014-2019)
- Liste des sénateurs belges (législature 2019-2024)
- Liste des sénateurs belges (législature 2024-2029)